# Oratemnus philippinensis
Oratemnus philippinensis es una especie de arácnido del orden Pseudoscorpionida de la familia Atemnidae.

## Distribución geográfica
Se encuentra en las Filipinas.